# Rhabdotis bouchardi
Rhabdotis bouchardi är en skalbaggsart som beskrevs av Legrand 1996. Rhabdotis bouchardi ingår i släktet Rhabdotis och familjen Cetoniidae. Inga underarter finns listade i Catalogue of Life.